# Carol Albert al Sardiniei
Carol Albert (Carlo Alberto Amedeo), (n. 2 octombrie 1798, Torino, Regatul Sardiniei – d. 28 iulie 1849, Porto, Portugalia) a fost rege al Piemontului-Sardiniei din 1831 până în 1849. I-a succedat vărului său îndepărtat Carol Felix al Sardiniei și numele său este legat de Primul Război de Independență italian. A abdicat după ce forțele sale au fost înfrânte de armata austriacă în bătălia de la  Novara (1849) și a murit în exil la scurt timp.

## Biografie
S-a născut la Torino în 1798 ca fiul cel mare al lui Carol Emanuel, Prinț de Carignano și a Mariei Cristina de Saxonia. Deoarece niciunul dintre fiii regelui Victor Amadeus al III-lea nu avea moștenitori pe linie masculină, Carol Albert a fost cunoscut întreaga sa viață drept moștenitorul tronului Sardiniei.

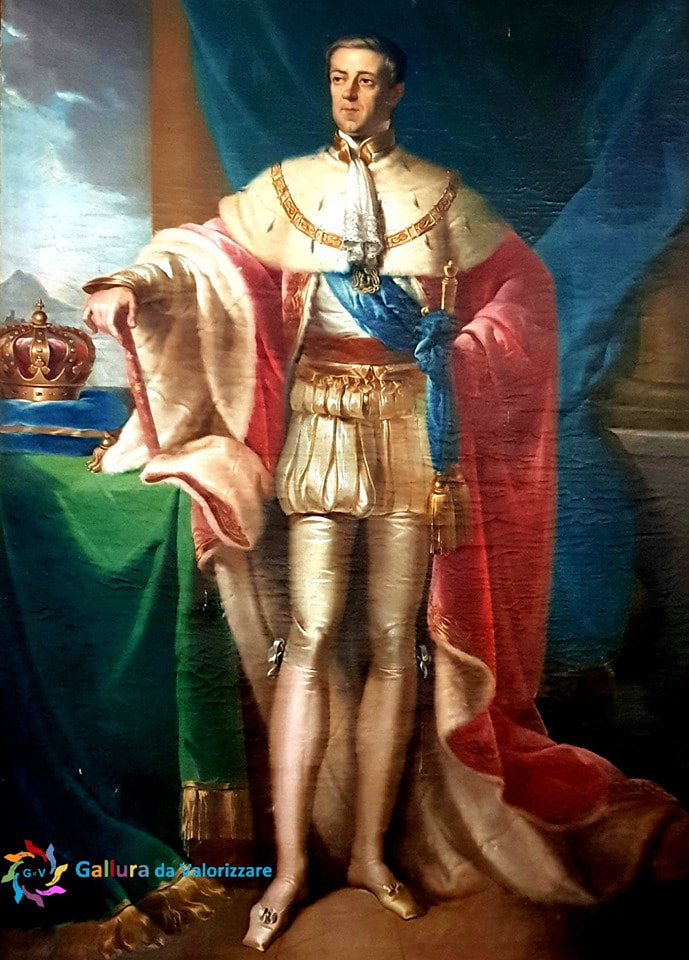
Regele Carol Albert, 1841.

A fost educat în atmosfera intelectual liberală și francofilă de la Geneva, apoi la Paris în timpul Primului Imperiu Francez. Napoleon l-a numit locotenent de dragoni în 1814. După căderea lui Napoleon, Carol Albert s-a întors la Torino. Doi mentori au avut misiunea de a combate ideile periculoase despre eliberarea națională pe care Carol le-a învățat în Franța. Cu toate acestea, el a continuat să afișeze unele simpatii față de liberali.
În 1821, ca regent al regatului în absența noului rege, Carol Felix (atunci în Modena), el a admis o constituție care a fost dezavuată de rege. Regele l-a trimis pe Carol Albert să se alăture armatei franceze în Spania pentru a reprima revoluția liberală și pentru restabilirea regelui Ferdinand al VII-lea. El s-a distins în bătălia de la Trocadero, în 1823, care a anihilat speranțele unei monarhii constituționale pentru Spania.
1. ↑  Czech National Authority Database, accesat în 1 martie 2022
2. ↑  IdRef, accesat în 22 mai 2020